# Trpljenje mladega Wertherja
Trpljenje mladega Wertherja (nemško Die Leiden des jungen Werthers) je Goethejev sentimentalni pisemski roman iz predromantičnega obdobja iz leta 1774. Roman je Goethejevo zgodnje delo, nastalo leta 1774, ko je imel avtor 24 let. Osrednja oseba pripovedi je mladi Werther. Bralcu izpoveduje svoja občutja v obliki pisem, ki jih piše prijatelju Wilhelmu.
V romanu se pojavljajo tudi Rousseaujeve misli o naravi in Goethejeva kritika zaprtosti družbe, ki posamezniku onemogoča svobodno voljo in čustvovanje. To je prva pripoved o novem romantičnem človeku, ki je plemenit in ljubeč, vendar v življenju nesrečnem in tragičnem. Ob izidu je roman vzbudil izjemno pozornost ter postal uspešnica. Oboževanje je preraslo v kult; mladi so celo posnemali stil oblačenja in obnašanja Wertherja in Lotte. Roman je doživel mnogo priredb kot tudi ostrih kritik in prepovedi, predvsem zaradi odkrite naklonjenosti samomoru. 